# Alternativní religiozita

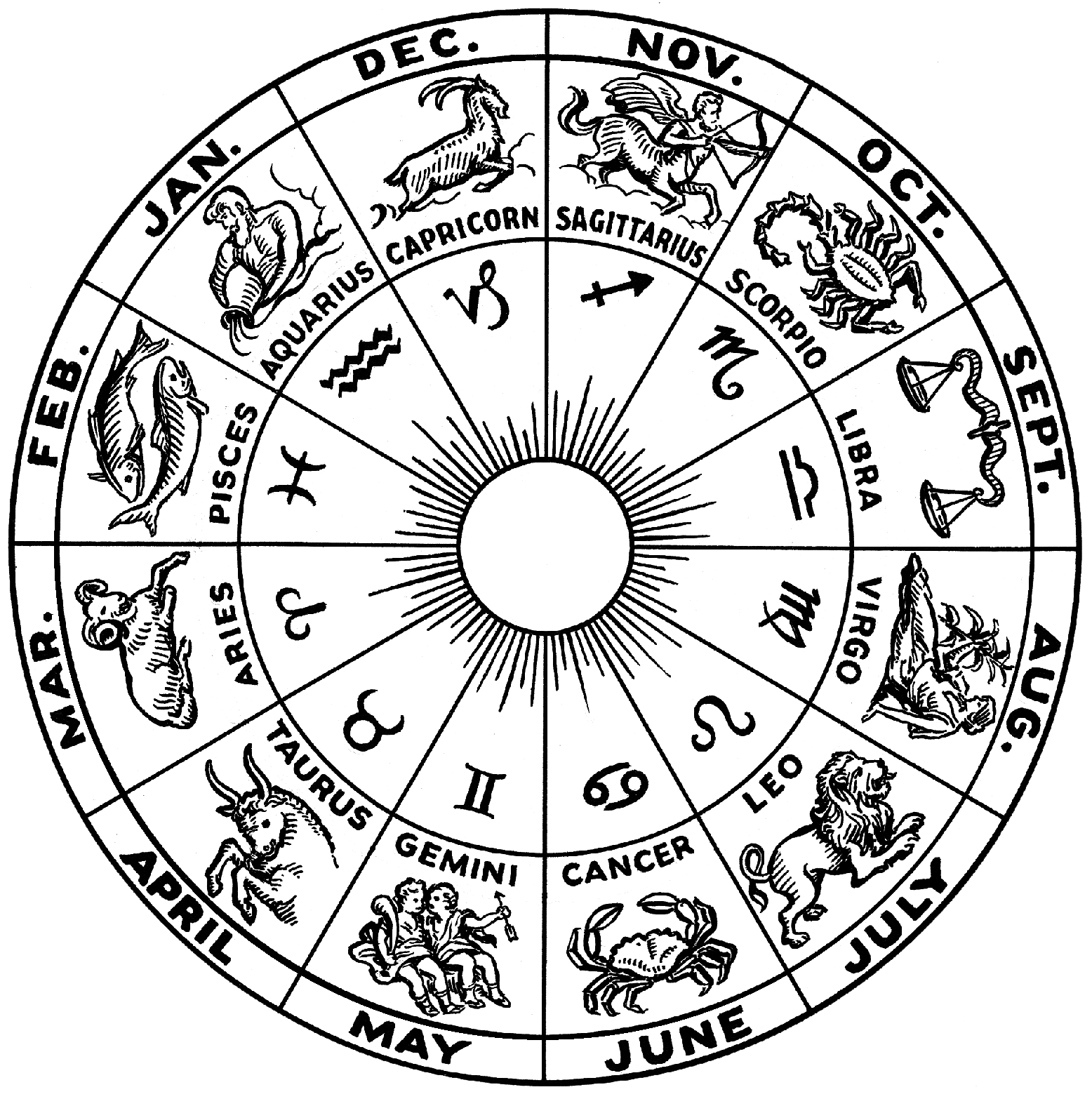
Zvířetník - víra v platnost astrologie je častou součástí alternativní religiozity

Alternativní, případně deinstitucializovaná, religiozita je pojem označující náboženské a kvazi-náboženské představy, postoje a činnosti které stojí mimo institucializovanou či organizovanou religiozitu, jako jsou křesťanské církve či jiná tradiční náboženství. Typická je pro ní synkretismus, zaměření na sebe sama a sebenaplnění, důraz na výjimečné zážitky, nízké morální požadavky a často také snaha ovládat duchovní síly za účelem určitých výsledků. Terminologie pro tento jev je výrazně nejednotná a tak se hovoří také o magii, okultismu, alternativních mystických proudech, (alternativní) spiritualitě, holistické spiritualitě, okultně-esoterické víře nebo detradicionalizované a individualizované religiozitě.
S alternativní religiozitou lze spojit například transpersonální psychologii, hnutí lidského potenciálu, pozápadněný hinduismus a buddhismus, spiritismus, parapsychologii, magii, čarodějnictví, novopohanství, věštění, astrologii nebo víru v převtělování. Podle některých badatelů, jako američtí jsou religionisté Robert S. Ellwood a Harry B. Partin, existuje tento náboženský proud v západním světě po staletí jako menšinový vůči oficiální církevní věrouce a později vědě.
Termín alternativní religiozita také částečně nahrazuje starší termíny jako sekta a kult, případně nové náboženské hnutí. Dana Hamplová chápe rozdíl mezi alternativní religiozitou a novými náboženskými hnutími tak že druhá jmenovaná jsou v nějaké míře institucializovány, ač mohou být stále chápány jako netradiční. I tak může být těžké určit kam v takovém případě spadá například New Age.